# James Y. Murdoch
Pour les articles homonymes, voir Murdoch.
James Y. Murdoch est un avocat et administrateur canadien né à Toronto le 29 juillet 1890 et mort le 18 avril 1962.

## Biographie
James Y. Murdoch est avocat de profession; il reçoit son diplôme en droit dans sa ville natale avant de se joindre à la firme Holden, Murdoch, Walton, Finlay, Robinson et Peppall. Ayant bientôt acquis une bonne réputation en tant que praticien en droit minier, ses services furent retenus par un consortium new-yorkais détenant des intérêts miniers au Canada. Lorsque, à la suite des importantes découvertes du prospecteur Edmund Horne dans le nord-ouest du Québec, la société Noranda Mines est formée, Murdoch en devient le président, à l'âge de 32 ans. C'était en décembre 1922.
Il a présidé la compagnie pendant plus de 30 ans, jusqu'en 1956, et fut président du conseil d'administration jusqu'à sa mort en 1962.
Murdoch orienta la croissance et le développement de la Noranda en un vaste complexe de mines et d'usines de traitement, mettant sur pied une industrie intégrée qui raffinait et transformait les métaux en plus de les extraire, montrant ainsi que les richesses naturelles du Canada pouvaient être traitées au pays jusqu'au produit fini. Il réalisa cet objectif pour le cuivre mais ne vécut pas assez longtemps pour voir en opération la raffinerie de zinc de Noranda.
À sa mort, James Y. Murdoch siégeait sur le conseil d'administration de 35 compagnies. Plusieurs étaient issues de son organisation, mais aussi dans d'autres domaines: banques, papier, pétrole, assurances, chemins de fer et autres.

## Honneurs
Au cours de sa vie Murdoch reçut de nombreux honneurs tels que l'Ordre de l'Empire britannique, conféré pour les services insignes rendus pendant la Seconde Guerre mondiale. 
Il a été le premier maire de Noranda en 1926; cette ville où étaient situées la mine et la fonderie Horne appartenait entièrement à la compagnie. Son nom a été donné à la ville de Murdochville, ville minière de Gaspésie aussi fondée par la société Noranda.

## Citation
Il a déclaré au sujet de la croissance de Noranda sous sa direction: "Rien de cela ne serait arrivé si le Canada n'avait pas été ce qu'il est: un grand et riche pays dont les frontières font appel à l'homme épris d'un grand esprit d'aventure".